# Neoregelia
Neoregelia es un género de plantas con flores perteneciente a la familia Bromeliaceae, subfamilia Bromelioideae. Es originaria de América tropical. Comprende 133 especies descritas y de estas, solo 115 aceptadas.

## Descripción
Son plantas con las hojas amplias. Las inflorescencias se forman en una depresión en el centro de la planta que forma un receptáculo para recoger agua. Las hojas que rodean las inflorescencias son muy brillantes y coloreadas. Especies de Neoregelia son cultivadas como planta ornamental por su follaje colorido. 

## Taxonomía
El género fue descrito por Lyman Bradford Smith y publicado en Contributions from the Gray Herbarium of Harvard University 104: 78. 1934. La especie tipo es: Billbergia meyendorffii Regel. = Regelia meyendorffii (Regel) Lindm.
Etimología
Neoregelia: nombre genérico otorgado en honor de Eduard August von Regel, Director del Jardín Botánico de la Universidad Estatal de San Petersburgo (1815–1892).

## Especies aceptadas
A continuación se brinda un listado de las especies del género Neoregelia aceptadas hasta octubre de 2013, ordenadas alfabéticamente. Para cada una se indica el nombre binomial seguido del autor, abreviado según las convenciones y usos.
Especies seleccionadas
- Neoregelia abrendrothae L.B.Sm.
- Neoregelia amandae W. Weber
- Neoregelia ampullacea (E. Morren) L.B.Sm.
- Neoregelia angustibracteolata E. Pereira & Leme
- Neoregelia angustifolia E. Pereira
- Neoregelia atroviridifolia W. Weber & Röth
- Neoregelia azevedoi Leme
- Neoregelia bahia (Ule) L.B.Sm.
- Neoregelia binotii (Antoine) L.B.Sm.
- Neoregelia bragarum (E. Pereira & L.B.Sm.) Leme
- Neoregelia brevifolia L.B.Sm. & Reitz
- Neoregelia compacta (Mez) L.B.Sm.
- Neoregelia carolinae (Franco González) Venezuela

- Lista de especies

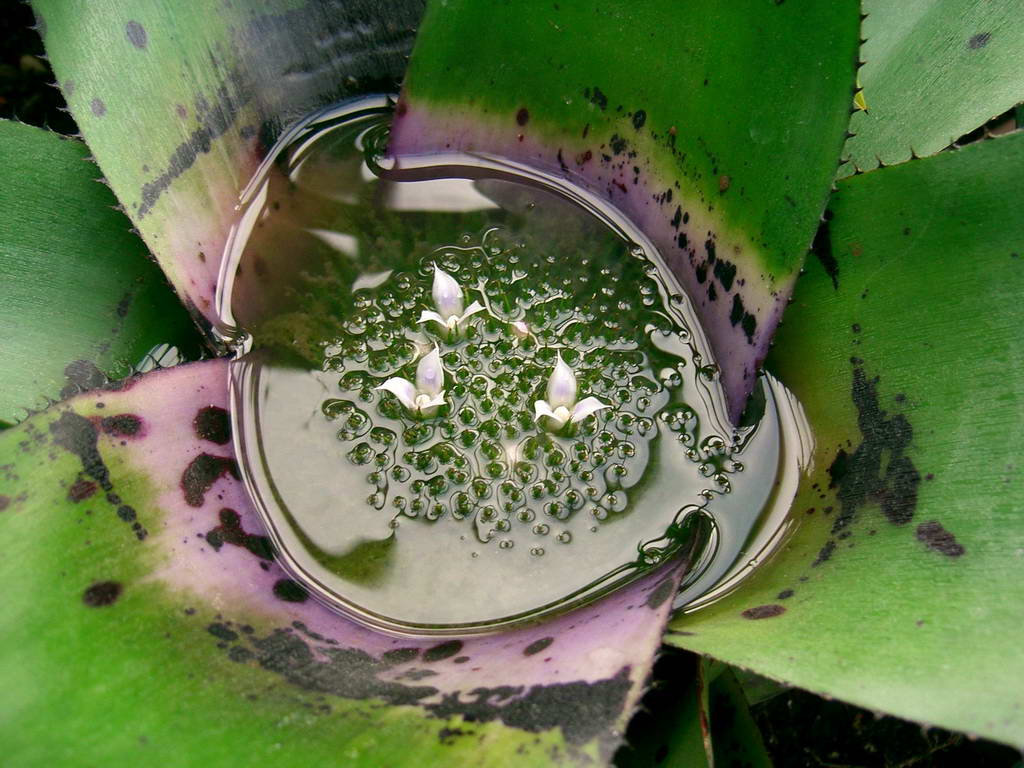
Una Neoregelia recogiendo agua.
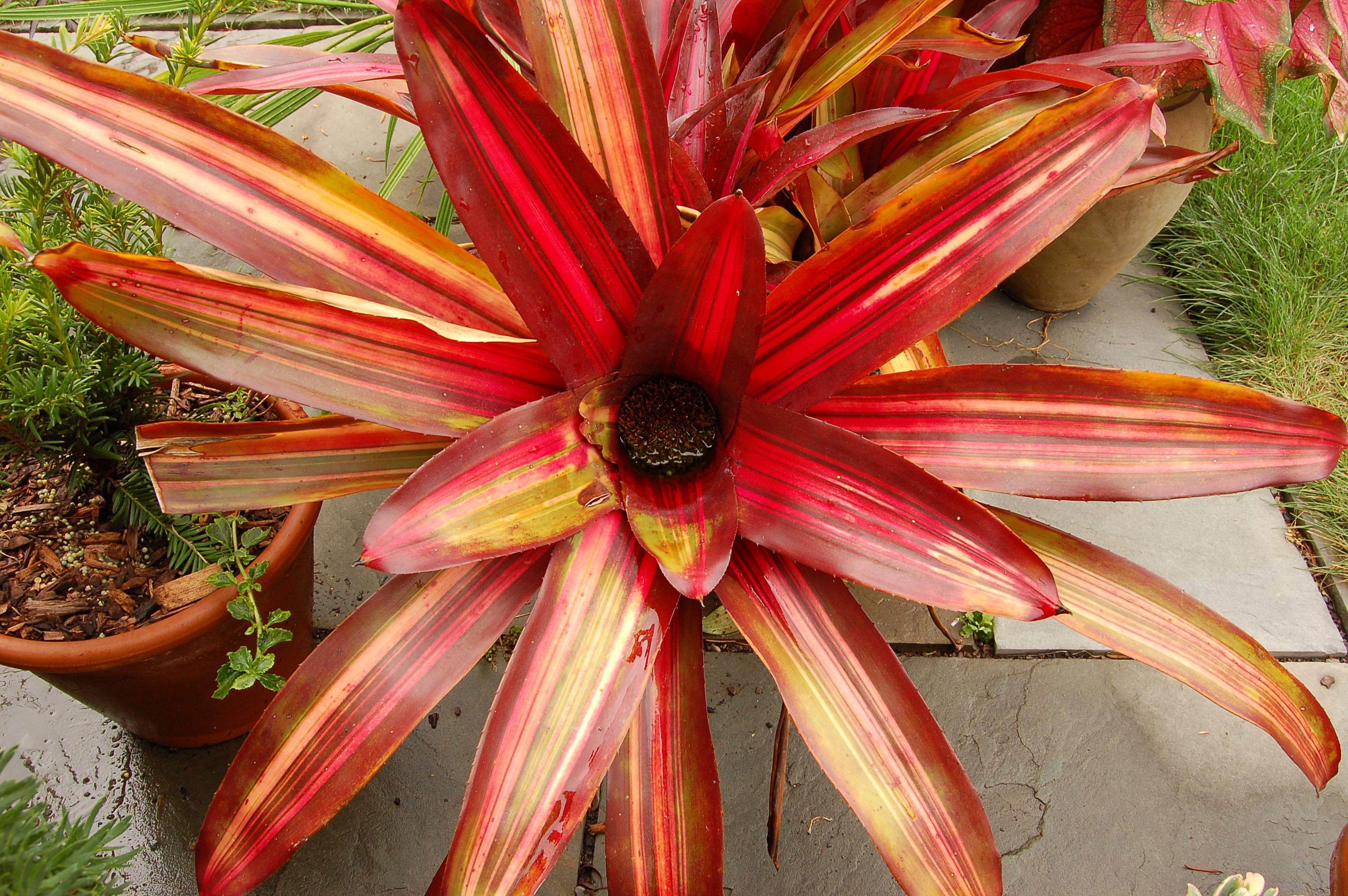
Neoregelia 'Perfection'
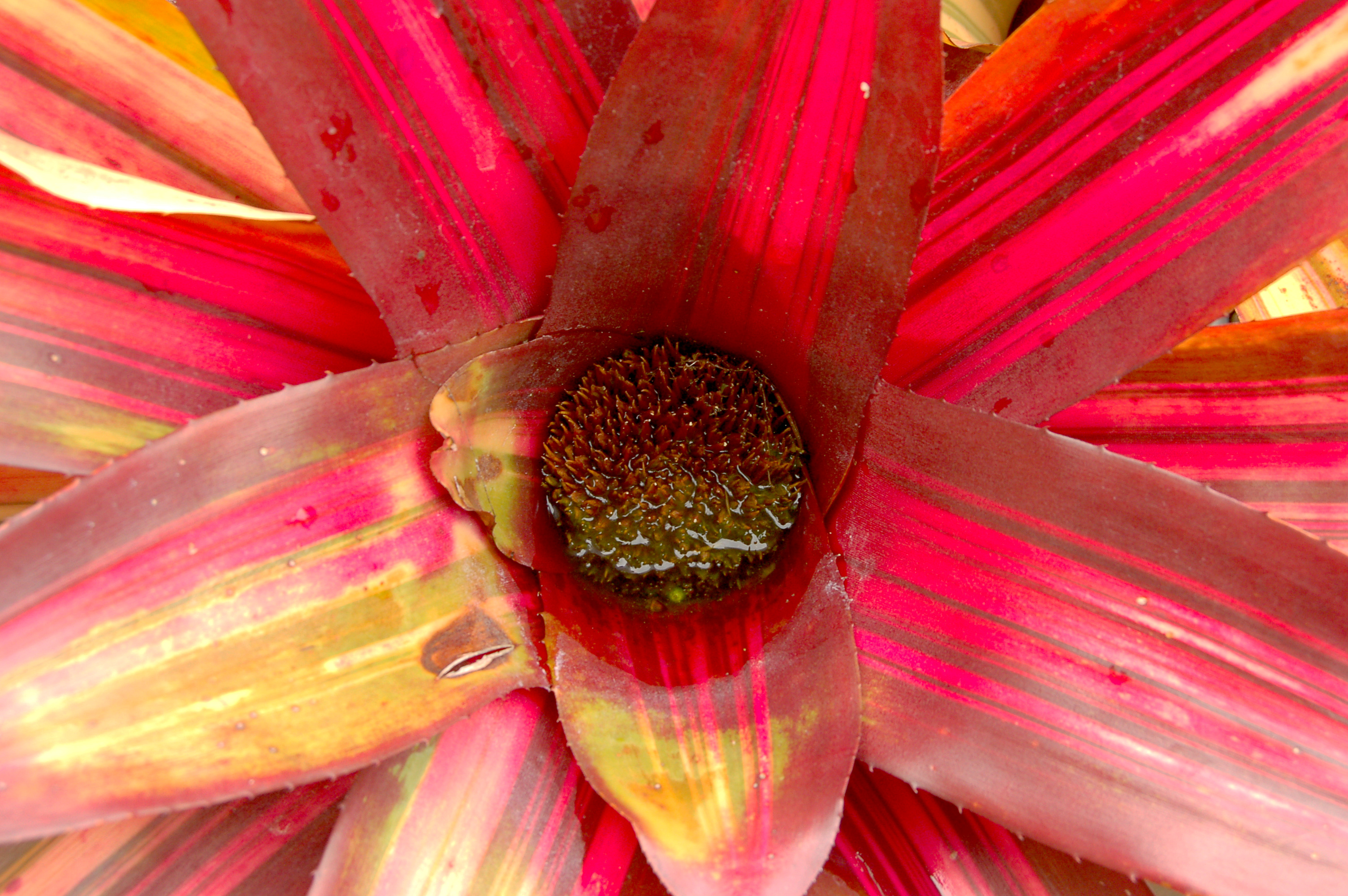
Neoregelia 'Perfection'